# ماساو أداتشي
ماساو أداتشي (باليابانية: 足立 正生) (بالإنجليزية: Masao Adachi) هو كاتب سيناريو ومخرج وممثل ومنظر ياباني وعضو سابق في الجيش الأحمر الياباني. ولد أداتشي في 13 أيار 1939 في محافظة فوكوكا في اليابان. يعتبر آداتشي من رواد الموجة اليابانية الجديدة.

## سيرة ذاتية
ولد ماساو أداتشي في عام 1939 في محافظة فوكوكا في اليابان. التحق في سن العشرين ببرنامج دراسات الأفلام في جامعة نيهون، حيث قام بإخراج مجموعة من الأفلام التجريبية. كان آداتشي نشطًا في المظاهرات الطلابية ضد توقيع المعاهدة "الأمنية اليابانية-الأمريكية"، والتي كانت تهدف إلى منح الجيش الأمريكي حق الوصول إلى اليابان والسيطرة عليها. تم التوقيع على المعاهدة في عام 1951، مما ترك عند آداتشي وجيله إحساسًا كبيراً بالهزيمة فيما يتعلق بدورهم في مقاومة الهيمنة الإمبريالية الأمريكية في اليابان وبقية العالم.
كان أداتشي مهتماً بالقضية الفلسطينية، مما دفعه لزيارة المخيّمات الفلسطينية في لبنان. خلال الزيارة، تعرّف على مناضلين من الجبهة الشعبية لتحرير فلسطين، مثل: غسان كنفاني، وليلى خالد، وفوساكو شيغينوبو؛ المؤسِّسة والقائدة للجيش الأحمر الياباني، التي كانت تعمل في ذلك الوقت كمترجمة لصالح الجبهة الشعبية. كما تم دعوته من قبل منظمة الجبهة الشعبية للمشاركة مع زميله كوجي واكاماتسو لإعداد فيلم عن الثورة الفلسطينية.
قام آداتشي بصحبة واكاماتسو في عام 1971 بإعداد فيلم بعنوان: الجيش الأحمر/الجبهة الشعبية: إعلان الحرب العالمية (The Red Army/PFLP: Declaration of World War). كانت فكرة التضامن مهمة لأداتشي، مما دفعه إلى عرض الفيلم في أوروبا واليابان وكذلك في العديد من المخيمات الفلسطينية، حيث استخدم الفيلم للمساعدة في حشد الدعم للنضال الفلسطيني.
بعد 3 سنوات من إعداد الفيلم وعرضه في أماكن مختلفة في اليابان لدعوة الناس للانضمام للثورة، عاد آداتشي إلى لبنان بنية إعداد الجزء الثاني من الفيلم. إلا أنه سرعان ما اتخذ بنفسه دوراً حقيقيا فيها فيقول أداتشي في فيلم "اناباسيس ماي وفوساكو شيغينوبو، ماساو اداتشي و27 عاما من دون صور" (2011) للمخرج والفنان الفرنسي إيريك بودلير "كان دوري هو المتحدث باسم الحركة. في كل مرة كانت تنفذ عملية، كنت أدلي بتصريح. كان عندي مسؤوليات، ولهذا السبب بقيت، وفي هذه الحالة كانت صناعة الأفلام والنضال الثوري الشيء نفسه."
بقي آداتشي في لبنان لمدة 27 عاماً، إلى أن ألقت الشرطة اللبنانيّة القبض عليه واتهمته بتزوير جواز سفره، وحبسته وأربعة من أفراد الجيش الأحمر الياباني في سجن "رومية" لمدة ثلاثة أعوام (1997 - 2000). فور انتهائه من قضاء فترة الحكم، رُحّل آداتشي ورفاقه بشكل قسري إلى إلى طوكيو. في طوكيو، حوكم آداتشي وسُجن للمرة الثانية على نفس التهمة، كما مُنع من الحصول على جواز سفر والسفر مجدداً خارج اليابان.
في اليابان، أكمل أداتشي مسيرته السينمائية، فقام بإعداد فيلم "سجين/إرهابي" (Prisoner / Terrorist) (2007) عن الفترة التي قضاها كوزو أوكاموتو (منفذ عملية مطار اللد) في السجون الإسرائيلية. كما أخرج عام 2016 فيلماً مبنيّاً على قصة كافكا "فنّان الجوع".

## أفلام مختارة

### فيلم "الُملقّب بالقاتل المتسلسل" (1969)
فيلم وثائقي عن القاتل المتسلسل نوريو ناغاياما. عُرض لأول مرة للجمهور في عام 1975.
بين 11 تشرين الأول و 5 تشرين الثاني 1968، قتل المراهق ناجاياما نوريو أربعة أشخاص في اليابان باستخدام بندقية مسروقة من قاعدة للجيش الأمريكي. شرع ماساو أداتشي، مع المنظّر الثقافي ماساو ماتسودا وكاتب السيناريو مامورو ساساكي في تتبع خطى الشاب منذ ولادته بالكاميرا. وكانت النتيجة فيلمًا وثائقيًا تجريبيًا يتألف فقط من لقطات للمناظر الطبيعية، يُظهر كل منها مشهدًا ربما شاهده ناجاياما أو لم يره أثناء نشأته ورحلته. سعيًا إلى إيجاد بديل للطريقة التي تقوم من خلالها وسائل الإعلام بتغطية قصص القتلة المتسلسلين. تقدم التعليقات الصوتية المتناثرة لأداتشي في الفيلم حقائق ثابتة في حين أن العدد المتزايد من اللوحات الإعلانية في المناظر الطبيعية يكشف ببطء عن هيمنة الرأسمالية في دولة اليابان المعاصرة. من خلال الفيلم، طور آداتشي نظرية "المناظر الطبيعية" المؤثرة في نظرية وممارسة الفيلم الياباني. شكل الفيلم علامة بارزة في صناعة الأفلام السياسية.

### فيلم "الجيش الأحمر/الجبهة الشعبية: إعلان الحرب العالمية" (1971)
في طريق عودتهما من مهرجان كان السينمائي في عام 1971، قام المخرجان كوجي واكاماتسو وماساو أداتشي بزيارة لبنان للقاء الجيش الأحمر الياباني والجبهة الشعبية لتحرير فلسطين لتصوير فيلم إخباري دعائي عن الثورة الفلسطينية. تم مونتاج الفيلم على شكل "إعلان للحرب عالمية" ضد السلطات الغربية الإمبريالية المهيمنة على العالم. يصور المخرجان من خلال الفيلم التدريبات العسكرية للمناضلين الفلسطينيين في مخيمات اللجوء الفلسطينية في لبنان والأردن، والتحضيرات للمعارك الوشيكة.
بعد إعداده للفيلم، قام أداتشي بعرضه في مناطق مختلفة في اليابان على متن حافلة حمراء، لدعوة الناس للانضمام للثورة الفلسطينية.

### فيلم "ثورة +١" (2022)
بعد انقطاع دام 6 أعوام، قام المخرج الياباني ماساو آداتشي بتصوير فيلمه الجديد بالسر، في أسابيع قليلة وضمن ميزانية ضئيلة، عن اغتيال رئيس الوزراء السابق شينزو آبي في عام 2022، من خلال تتبع المشتبه به في عملية الاغتيال وهو تيتسويا ياماغامي. في 27 أيلول من عام 2022، وهو يوم جنازة آبي الرسمية، تم عرض نسخة خاصة من الفيلم مدتها 50 دقيقة في مسارح صغيرة في جميع أنحاء اليابان.

## وصلات خارجية
- ماساو أداتشي على موقع IMDb (الإنجليزية)
- ماساو أداتشي على موقع ألو سيني (الفرنسية)
- ماساو أداتشي على موقع أول موفي (الإنجليزية)
- ماساو أداتشي على موقع قاعدة بيانات الأفلام السويدية (السويدية)
- ماساو أداتشي على موقع قاعدة بيانات الفيلم (الإنجليزية)
- ماساو أداتشي على موقع كينوبويسك (الروسية)